# Пешков, Николай Николаевич
 Николай Николаевич Пешков  (4 апреля 1857 — после 1917) — офицер Генерального штаба Русской армии, Генерал-лейтенант, губернатор Харьковской губернии (1906—1908), председатель «Русского собрания» (1912—1913), руководитель Комитета по организации экспедиций к Северному полюсу.

## Биография

Н. Н. Пешков в домашней обстановке

Родился 4 апреля 1857 года. В 1872 году поступил в Пажеский корпус, а в 1873 году переведен в младший специальный класс. 4 августа 1875 года из старших камер-пажей произведен в корнеты Кавалергардского полка. В 1876 году назначен помощником заведующего учебной командой.

### Участие в Русско-турецкой войне
Во время русско-турецкой войны был прикомандирован к Лейб-гвардейскому конногренадерскому полку.
Участвовал в делах у Горного Дубняка (12 октября), Телиша (16 октября), Враца (28 октября), Радотина (10 ноября), Лютикова (16 ноября) и в боях у Филиппополя с 31 декабря по 5 января. В 1878 году произведен в поручики.

### Офицер Генерального штаба и служба в МИДе
10 октября 1878 года поступил в Академию Генерального штаба. В 1881 году произведен в штабс-ротмистры. По окончании курса академии по 1-му разряду 23 апреля 1881 года причислен к штабу Варшавского военного округа.
27 ноября 1881 года переведен в Генеральный штаб, с назначением обер-офицером для поручений при штабе Варшавского военного округа.
Перешёл на службу в МИД. 7 марта 1883 года переименован в коллежские асессоры с назначением вице-консулом в Ризе (Турция).
9 октября 1886 года назначен военным агентом в Константинополь, с зачислением в Генеральный штаб и производством в подполковники.
В 1889 году назначен строителем Храма-усыпальницы русских воинов близ Сан-Стефано по проекту В. В. Суслова. 6 декабря 1898 года храм был освящен в присутствии Великого князя Николая Николаевича и военной депутации.
В 1890 году произведен в полковники.
В 1896 году командирован на Крит в состав международной комиссии по устройству жандармерии.
В 1897 году командирован в Болгарию для переговоров о принятии на службу Болгарской армии офицеров-эмигрантов.
В 1898 году назначен делегатом в международную комиссию по эвакуации Фессалии турецкими войсками.
17 июня 1899 года назначен в распоряжение начальника Главного штаба. В 1900 году произведен в генерал-майоры и прикомандирован к 1-й кавалерийской дивизии для командования во время лагерного сбора 1-й бригадой.
В 1901 году с Высочайшего соизволения командирован в Тургайскую область. В 1902 году назначен начальником штаба 7-го армейского корпуса, а в 1904 году перемещен начальником штаба 2-го кавалерийского корпуса.

### Губернаторство в Харьковской губернии
В 1906 году назначен на должность Харьковского губернатора и Генерал-губернатором Харькова.
6 декабря 1906 ему присвоено звание генерал-лейтенанта.
В 1907 министр внутренних дел П. А. Столыпин в своем письме военному министру писал, что «самоотверженная деятельность генерала Пешкова и проявленные им при этом сила воли и такт много способствовали сохранению порядка и спокойствия в Харьковской губернии».
Пешкову приписывают первое использование административного ресурса во время выборов. Ходили слухи, что в 1906 во время первых выборов в Государственную Думу он мобилизовал полицию на агитацию против кадета Н. А. Гредескула.
Правоохранители подходили к каждому обывателю и предупреждали: «Его высокопревосходительство велел, чтобы ты за Гредескула голосовать не смел. Он — жидовская морда».
В декабре 1907 составил прошение о переводе на военную службу, но был оставлен исполнять обязанности губернатора.
В письме на имя министра внутренних дел от 18 июня 1908, где излагалась просьба об отпуске для лечения за границей, Пешков писал: «Вступив в управление Высочайше вверенною мне губерниею 8 февраля 1906, я в течение двух с половиной лет ни разу не воспользовался ни отпуском, ни хотя бы кратковременным отдыхом, посвятив все свои силы исполнению служебных обязанностей, которые осложнились ещё тем обстоятельством, что мне пришлось восстанавливать в губернии порядок, нарушенный революционным движением 1905. Такая усиленная и беспрерывная деятельность не могла не отразиться на моем здоровье, ввиду чего мне, по совету врачей, необходимо выехать на некоторое время для лечения болезни на одном из заграничных курортов».
Принципиальное разрешение на отпуск было получено, однако когда вопрос перешёл в практическую плоскость, П. А. Столыпин наложил следующую резолюцию: «Ввиду отсутствия вице-губернатора считаю неудобным Ваш отъезд в отпуск». Наконец, 2 окт. 1908 Пешков написал на имя Императора Николая II прошение об отставке с должности, которое 6 окт. было удовлетворено. По предложению Совета министров ему была назначена пенсия в повышенном разряде (3 тыс. руб. в год).

### Участие в монархическом движении
Поправив здоровье и вернувшись в Петербург, Пешков принял активное участие в монархическом движении.
23 мая 1910 он был избран кандидатом в члены Главного Совета СРН, а 1 июня 1910 избран членом Главного Совета. 29 января 1912 Пешков стал членом Совета PC, а 15 марта 1912 он был избран председателем Совета PC.
23 ноября 1912, как специалист по Балканам, Пешков выступил с докладом в PC на тему «О Балканском полуострове». Итогом доклада и активных прений стало решение PC послать главам четырёх балканских государств приветствия и пожелания успехов на театре войны (в ответ были получены благодарственные телеграммы из Болгарии, Сербии, Греции и Черногории).
21 марта 1913 Пешков сложил с себя полномочия председателя Совета, а 2 мая 1913 выбыл из состава Совета.

### Участие в подготовке экспедиции Седова
Его увлекли другие идеи, он возглавил Комитет по организации экспедиций к Северному полюсу.

### Первая мировая война
Во время Первой мировой войны Пешков был снова призван на военную службу, в июле 1916 он был назначен военным генерал-губернатором завоеванных областей в Турции.

### Революция 1917-го года
Уволен от службы за болезнью с мундиром и пенсией 31.05.1917.
Судьба его после революции неизвестна.

## Награды
Кавалер многих орденов, в том числе ордена Св. Анны 4-й ст. (1879); Св. Анны 2-й ст. (1893); Св. Владимира 3-й ст. (1897); Св. Станислава 1-й ст. (1905), офицерского креста французского ордена ордена Почётного Легиона.

## Семья
Женат на дочери отставного генерал-майора Елизавете Петровне Есиповой.
Его брат генерал-майор Ф. Н. Пешков (1859—1910), первый почетный гражданин Царского Села, был начальником Царскосельского дворцового управления в 1906—1910.